# Бокколи, Бенедикта
Бенеди́кта Бо́кколи (итал. Benedicta Boccoli; род. 11 ноября 1966 года, Милан, Италия) — итальянская актриса театра и кино.

## Биография
Родилась 11 ноября 1966 года в Милане. 
В детстве она вместе с семьёй переезжает в Рим. Её сестра, Бриджитта работала на шоу-представлениях.
Актёр и режиссёр Джорджо Альбертацци называл её Артиссима за её прекрасную игру. Она имела также хорошие отзывы в газетах Corriere della Sera, La Repubblica, Пресса, Тайм, La gazzetta del Mezzoggiorno.

## Фильмография

### Кинематограф
- Ангелы Борселлино, реж. Рокко Чезарео — 2003
- Вальс, реж. Сальваторе Майра — 2007
- Pietralata, реж. Джанни Леакке — 2008
- Чао Братья, реж. Никола Барнаба – 2016

### Исповедь в христианстве
- La confessione, реж. Бенеди́кта Бо́кколи– 2020[3]; [4]

### Театр
- Неугомонный дух of Ноэл Кауард, с Уго Пальяи и Паола Гассман — 1992/1993 -
- Cantando Cantando Маурицио Микели, с Маурицио Микели, Альдо Ралли и Джанлукой Гуиди — 1994/1995 -
- Buonanotte Bettina, Пьетро Гаринеи и Сандро Джованнини 1995/1996/1997 -
- Канкан — музыка Эйб Берроуза, 1998/1999
- Орфей в аду — опера Жака Оффенбаха — 1999 — nel ruolo di Tersicore
- Звёздная пыль, 2000/2001/2002
- Le Pillole d'Ercole di Морис Эннекен e Paul Bilhaud, regia di Маурицио Никетти 2002/2003/2004
- Амфитрион, of Плавт, 2004
- Сталкер of Ребекка Гилман, 2004
- Плутос of Аристофана, 2004
- Цветок кактуса 2004/2005/2006
- Prova a farmi ridere of Alan Aykbourn, 2006
- Буря Уильям Шекспир — 2006 — Ариель
- Sunshine of William Mastrosimone, реж. Джорджо Альбертацци, 2007/2008
- Квартира, Билли Уайлдера, 2009—2010
- Частные жизни, of Ноэл Кауард, with Коррадо Тедески – 2012–2013
- Dis-order, Нил Лабут, реж. Марчелло Котуньо, with Клаудио Ботоссо - 2014
- Incubi d'Amore, of Аугусто Форнари, Тони Форнари, Андреа Майя, Винченцо Синополи, реж. Аугусто Форнари, with Sebastiano Somma and Моргана Форчелла - 2014
- Преступления сердца, of Бет Хенли, реж. Марко Маттолини - 2015
- Комната с видом на Арно, di Э. М. Форстера, regia di Stefano Artissunch — 2016
- Il più brutto week-end della nostra vita of Норман Фостер, dir. Маурицио Микели - 2017-2018
- Тест of Жорди Вальехо, dir. Роберто Чуфоли - 2019-2020[5]; [6]
- Su con la vita of Маурицио Микели, реж. Маурицио Микели - 2020[7]; [8]

### Телевидение
- Pronto, chi gioca?, режиссёр Джанни Бонкомпаньи
- Domenica In — со своей сестрой Бригиттой с 1987 по 1990 гг.
- Gelato al limone — вместе с Массимилиано Пани
- Unomattina — 1994
- Due come noi — вместе с Вильмой де Анджелис — 1997
- Incantesimo
- Reality Circus — реалити-шоу 2006/2007

## Фото

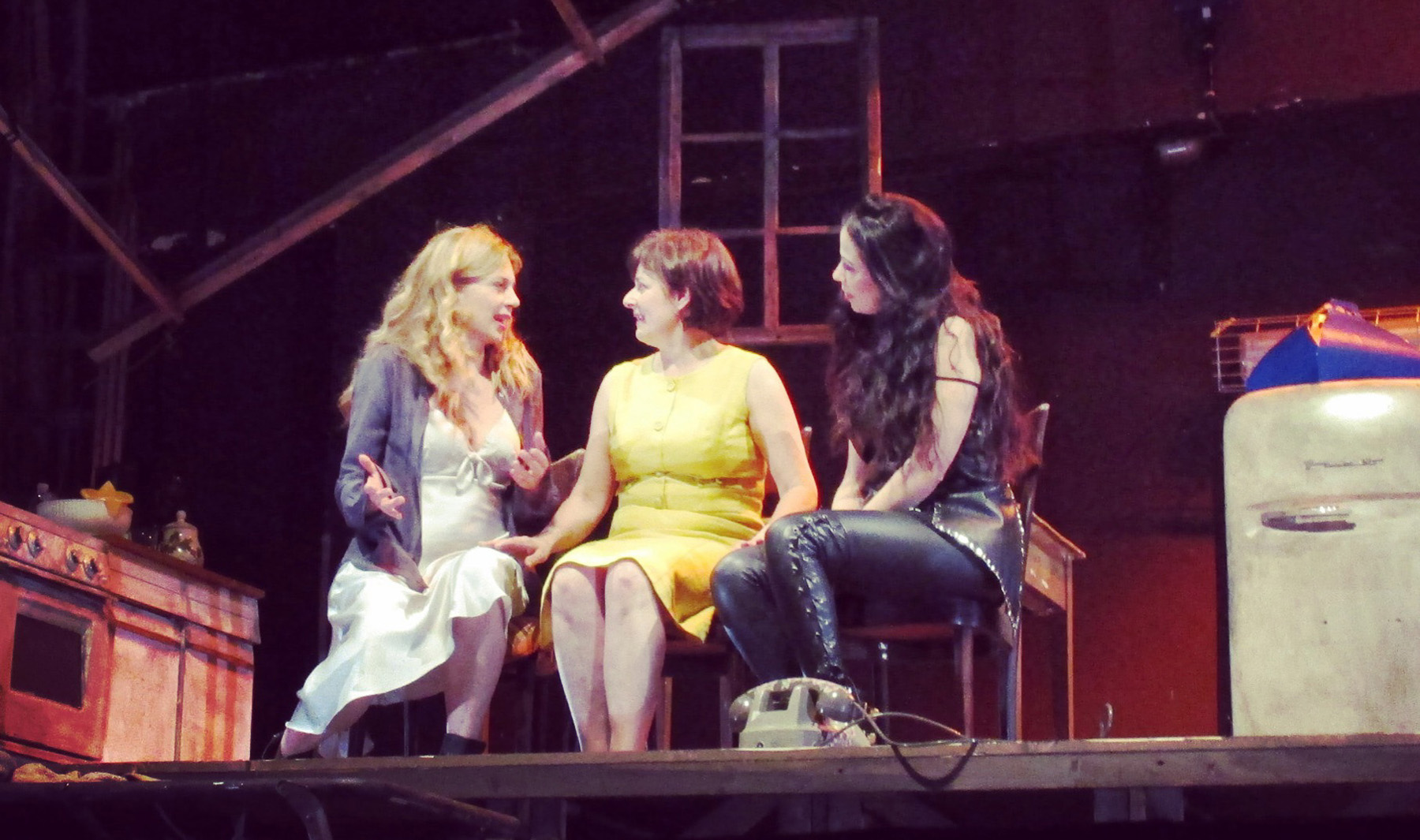
Бенедикта Бокколи, Паола Бонези и Фульвия Лоренцетти; Crimes of the heatrh, 1 мая 2015.
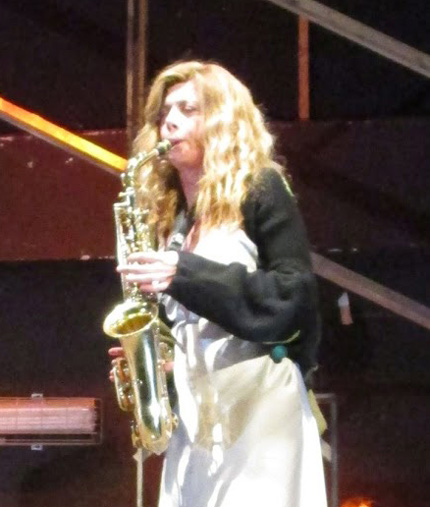
Бенедикта Бокколи играет на саксофоне; Crimes of the heatrh, 1 мая 2015.
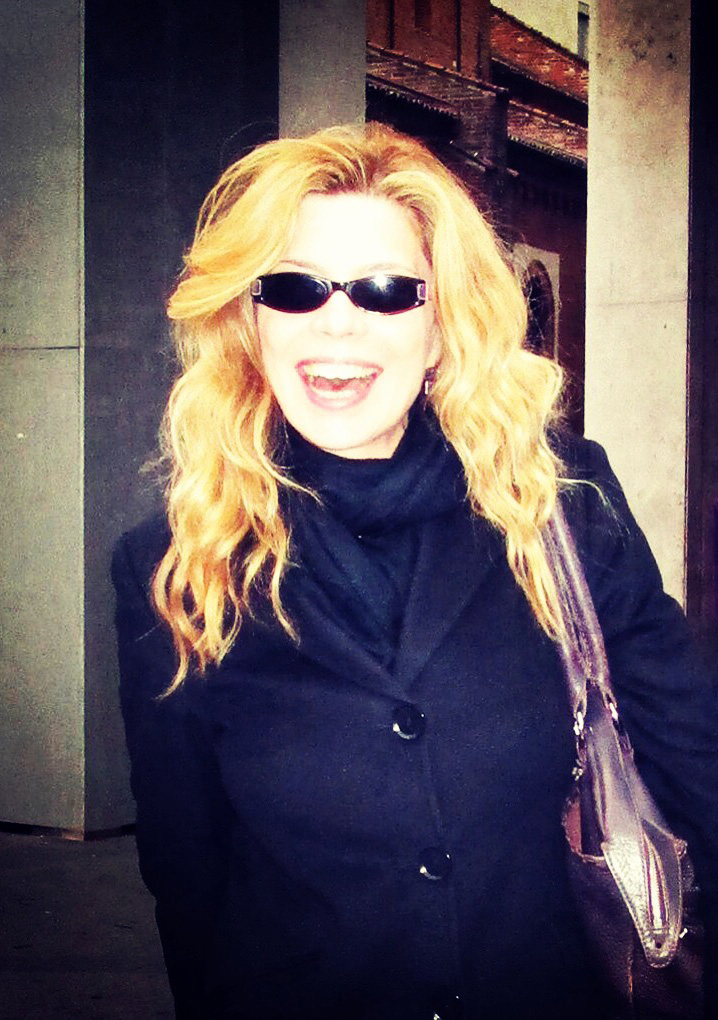
Бенедикта Бокколи на площади Сан-Бабила, Милан, 3 мая 2015.